# Republiek Graaff-Reinet
Graaff-Reinet was een zelfuitgeroepen boerenrepubliek in en rondom de stad Graaff-Reinet in 1795 in het huidige Zuid-Afrika.

## Geschiedenis
In de 18e eeuw bereikten de eerste bereden commando's van de Nederlandse kolonisten het gebied waar nu Graaff-Reinet ligt. Zij waren eerder vanuit de Kaapkolonie naar het oosten getrokken. De eerste boerderijen werden in de jaren 70 van de 18e eeuw gesticht. In deze eerste jaren regeerden anarchie en wetteloosheid in het gebied. Pas nadat een nieuwe landdrost naar de regio werd gestuurd om de wet te handhaven, kon worden begonnen met de vreedzame ontwikkeling van de nederzetting.
Op 6 februari 1795 riepen de inwoners, na jaren van onderdrukking door de V.O.C., een onafhankelijke republiek uit. Hetzelfde deden op 17 juni 1795 de inwoners van Swellendam (zie kaart). Voordat de leiders van de Kaapkolonie de nieuwe republieken konden heroveren, werd de Kaapkolonie zelf (inbegrepen de twee opstandige gebieden) in 1795 (Swellendam in november 1795 en Graaff Reinet in augustus 1796) veroverd door Groot-Brittannië.
Nadat Nederland de Kaapkolonie nog een keer terugwon van de Britten, werd ze in 1806 definitief door de Britten ingenomen. Veel bewoners van de kolonie waren hier erg ontevreden over. Vooral veel mensen uit het district Graaff-Reinet deden als reactie mee aan de Grote Trek.